# Anatoli Koubatski
Anatoli Koubatski (en russe : Анатолий Львович Кубацкий), né le 1er novembre 1908 à Moscou dans l'Empire russe et mort le 29 décembre 2001 à Moscou (Russie), est un acteur et réalisateur russe.

## Filmographie partielle
- 1956 : Meurtre dans la rue Dante (Убийство на улице Данте) de Mikhaïl Romm : Isidore
- 1958 : Les Nouvelles Aventures du chat botté (Новые похождения Кота в сапогах) de Alexandre Rou : Stepan Petrovitch
- 1959 : L'Habile Maria (Марья-искусница) de Aleksandr Rou : Vodokrout
- 1961 : Veillées du village de Dikanka (Вечера на хуторе близ Диканьки) de Aleksandr Rou
- 1963 : Au royaume des miroirs déformants (Королевство кривых зеркал) de Aleksandr Rou : le roï Yagoupop
- 1964 : Morozko (Морозко) de Aleksandr Rou : chef des brigands
- 1968 : Par feu et par flammes (Огонь, вода и… медные трубы) de Alexandre Rou : le borgne